# Georg Rudolph von Glaubitz
Georg Rudolph von Glaubitz (* 1673; † 1. Oktober 1740 in Kolberg) war ein königlicher-preußischer Generalleutnant und Chef des Garnisonsregiments Nr. 3 sowie Ritter des Ordens De la Générosité.
Er wurde in Schlesien geboren und entstammt dem Haus Glaubitz-Altengabel. Er trat 1693 dem Infanterie-Regiment Nr. 11 (Jung-Holstein) bei und wurde 1694 Fähnrich in einem Bataillon in Ungarn. Er stieg weiter auf und wurde 1709 Major und am 14. November 1715 Oberstleutnant. Am 4. August 1718 Oberst im Infanterie-Regiment Nr. 4 (Beschefer), dort wurde er 1731 Chef und 1733 Generalmajor. Im Juli 1740 ernannt ihn König Friedrich II. zu Generalleutnant. Er bekam aufgrund seines Alters seinen Abschied und eine Pension von 1500 Talern sowie das Garnisonsregiment Nr. 3 in Kolberg. Er trat am 7. September 1740 zurück und starb bereits am 1. Oktober 1740.

## Familie
Er war sein 1713 mit Maria Luise von Kameke († 8. Juli 1759) verheiratet. Sie war die Witwe von Heinrich von Kameke (* 1644; † 17. Oktober 1710). Das Paar hatte Kinder.